# Митродора Тарасенко
Митродора Тарасенко (*бл. 1610/1612 — після 1677) — дружина наказного гетьмана Дорофія Дорошенка.

## Життєпис
Походила з відомого козацького роду Тарасенків. Донька Тихона Тарасенка та Ганни (прізвище невідоме). Навіть власне ім'я Митродори Тарасенко невідоме, оскільки Митродорою вона звалася пізніше.
Доволі молодою вступила в шлюб з представником впливового козацького роду Дорошенків — Дорофієм. Народила 6 дітей. Про її діяльність у часи подружнього життя практично нічого невідомо. Після смерті чоловіка (десь після 1650 року) стала черницею, проте де саме невідомо: називаються різні міста (Канів, Київ, Черкаси).
Після обрання сина Петра у 1665 році гетьманом Правобережної України перебралася до Чигирина. Відомо, що не змогла знайти спільної мови зі своєю невісткою Єфросинією Яненко-Хмельницькою. Саме Митродорі приписують чутки про пияцтво і розпусту Єфросинії. Втім за іншими відомостями саме Митродора врятувала невістку від гніву чоловіка, заховавши її в монастирі.
Після переселення на Лівобережжя в 1676 році, коли її син — Петро Дорошенко — здався гетьману Івану Самойловичу, вона стала ігуменею дівочого Макошинського Покровського монастиря поблизу Сосниці (Чернігівщина), де прийняла нове ім'я Марія. Про подальше життя немає даних.

## Родина
Чоловік — Дорофій Дорошенко
Діти:
- Петро (1627—1698), гетьман Правобережної України у 1665—1676 роках
- Григорій (д/н-1684), наказний гетьман Правобережної України у 1668
- Андрій (1644—1709), наказний гетьман Правобережної України у 1672 та 1674 роках
- Степан, шляхтич, у політичних справах участі не брав
- Федір (Антоній), ігумен Чигиринського монастиря
- донька, дружина С. Голухівського, генерального писаря Лівобережної України